# Amtsgericht Euskirchen

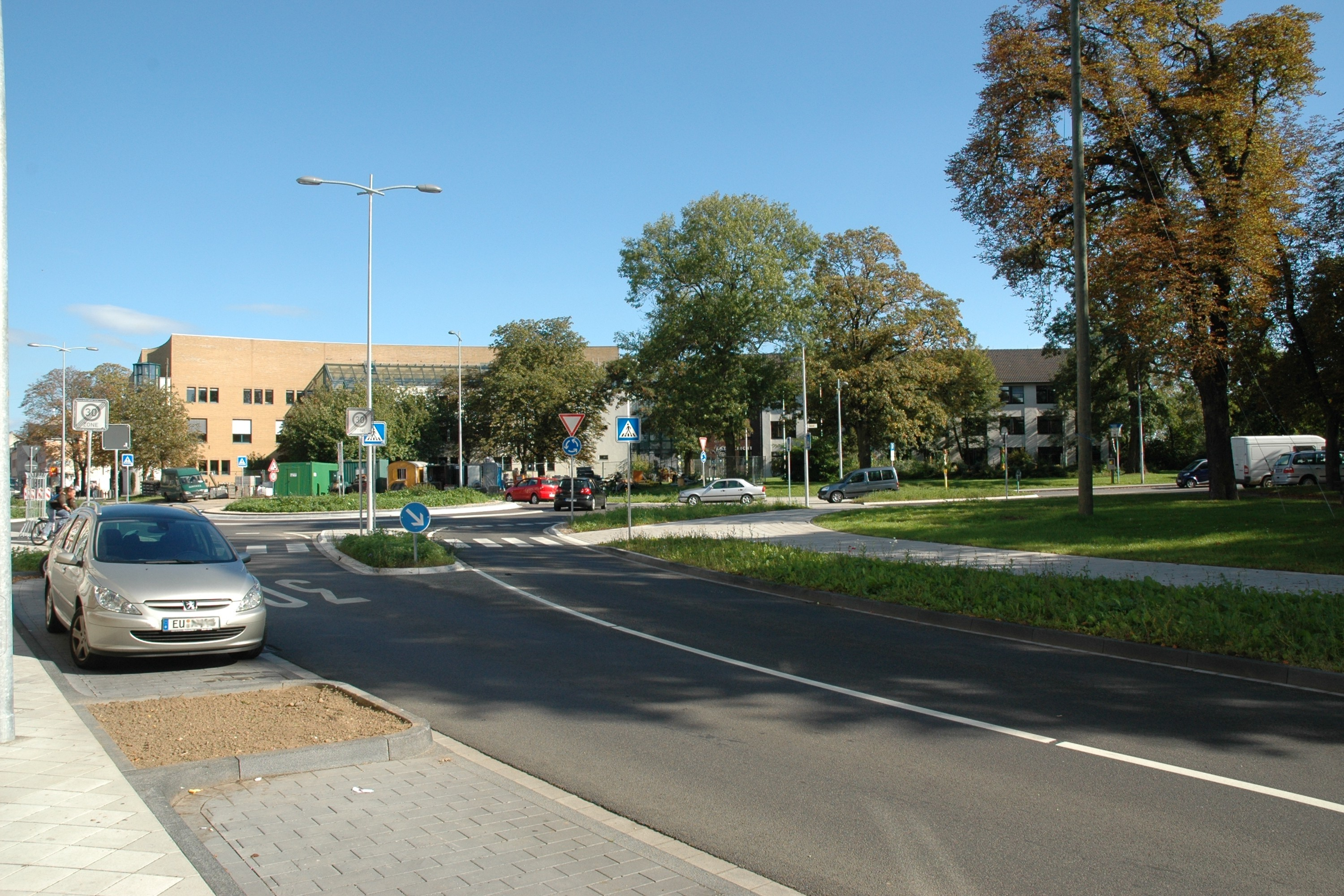
Gerichtsgebäude (September 2007)

Das Amtsgericht Euskirchen ist ein Gericht der ordentlichen Gerichtsbarkeit und beschäftigt 192 Personen, darunter 16 Richter. Es ist eines von sechs Amtsgerichten im Bezirk des Landgerichtes Bonn.

## Gerichtssitz und -bezirk
Das Gericht mit Sitz in Euskirchen ist zuständig für den Gerichtsbezirk, der die Städte Euskirchen, Bad Münstereifel, Mechernich und Zülpich sowie die Gemeinde Weilerswist mit insgesamt ca. 138.000 Einwohnern umfasst. Zum Amtsgericht gehört auch die Zentrale Mahnabteilung (ZEMA II), die für den gesamten Oberlandesgerichtsbezirk Köln zuständig ist und ca. 1,2 Millionen Verfahren pro Jahr bearbeitet, unter anderem alle Mahnanträge der Deutschen Telekom und der Deutschen Postbank. Außerdem ist das Amtsgericht Euskirchen für die Landwirtschaftssachen der Amtsgerichtsbezirke Euskirchen und Schleiden zuständig.

## Geschichte
Bereits bei Verleihung der Stadtrechte 1302 verfügt Euskirchen mit einem Hoch- und Niedergericht über eine Gerichtsbarkeit. Mit Inkrafttreten der Reichsjustizgesetze am 1. Oktober 1879 wird das Königlich Preußische Amtsgericht Euskirchen gegründet und bezieht ein Gebäude an der Kirchstraße. Nachdem 1938 das Amtsgericht an der Stelle des ehemaligen jüdischen Friedhofs eine Überbauung erstellen ließ, befindet sich das Amtsgericht seit 1960 in der Kölner Straße.
Als zweite Zentrale Mahnabteilung in Nordrhein-Westfalen wurde im April 1995 die ZEMA II in Euskirchen gegründet, die im März 2005 einen eigenen Anbau bezog.

### Bombenattentat
Am 9. März 1994 verübte der 39-jährige Erwin Mikolajczyk einen Anschlag auf eine Nebenstelle des Amtsgerichtes Euskirchen. Im Gerichtssaal schoss der Mann, dessen Einspruch gegen eine Geldstrafe wegen Körperverletzung in Höhe von 7200 DM vom Gericht abgewiesen worden war, mit einer Pistole auf die Zuschauer und zündete anschließend eine Bombe. Die Explosion verwüstete den Gerichtssaal und riss ein Loch in die Außenmauer des Gebäudes. Bei dem Attentat wurden sieben Menschen getötet, darunter auch der damals 31 Jahre alte Richter Alexander Schäfer, zwei Rechtsanwälte und der Attentäter selbst. Acht weitere Personen wurden teilweise schwer verletzt.
Im Eingangsbereich des Hauptgebäudes erinnert eine Gedenktafel an den Vorfall. Das Attentat war Anlass für die Justizbehörden des Landes NRW, die Sicherheitsmaßnahmen in Gerichten zu verbessern.
Der Anschlag wurde noch im selben Jahr in dem Dokumentardrama Tag der Abrechnung – Der Amokläufer von Euskirchen des Autors Peter Keglevic mit Christoph Waltz in der Hauptrolle verfilmt. Die Erstausstrahlung war am 26. Oktober 1994 bei RTL.

## Gebäude
Das erste Gebäude des Amtsgerichtes wurde 1879 in der Kirchstraße errichtet und 1900 aufgestockt. 1960 wurde es abgerissen und machte Platz für eine Geschäftsstelle der Kreissparkasse Euskirchen. Seitdem existiert das neu errichtete Gebäude an der Kölner Straße, gegenüber der damaligen Kreis- und heutigen Stadtverwaltung. 2005 wurde ein Anbau errichtet, in dem die ZEMA II untergebracht ist.

## Übergeordnete Gerichte
Dem Amtsgericht Euskirchen ist das Landgericht Bonn übergeordnet. Zuständiges Oberlandesgericht ist das Oberlandesgericht Köln.